# Czar Nikolai II's Ankomst til Helsingør
Czar Nikolai II's Ankomst til Helsingør je dánský němý film z roku 1901. Režisérem je Peter Elfelt (1866–1931). Film trvá necelou minutu a premiéru měl 4. nebo 5. června 1902.

## Děj
Film zobrazuje příjezd posledního ruského cara Mikuláše II., syna Alexandra III. a Marie Fjodorovny, do přístavního města Helsingør. Mikuláš II. byl s rodiči v Dánsku několikrát na dovolené. Panovnické dynastie se obvykle scházely v září, aby oslavily narozeniny královny Louisy, a tuto tradici udržovaly i po její smrti.